# Kwon Hyuk-hyun
Kwon Hyuk-hyun (hangul= 권혁현) es un actor surcoreano.

## Biografía
Comenzó a estudiar en la Universidad de Hoseo (호서대학교), sin embargo la abandonó.

## Carrera
Es miembro de la agencia "WOORIDLE Company".
En el 2018 realizó su primera aparición en la televisión en la serie Queen of Mystery 2 (추리의 여왕2) donde interpretó a un oficial de la policía.
El 11 de agosto del mismo año se unió al elenco recurrente de la popular serie surcoreana Voice 2 donde interpretó a Jeon Yong-shik, un miembro del centro de reportes de la policía Poongsan 112 y del equipo "Golden Time".
El 6 de marzo del 2019 se unió al elenco recurrente de la serie Possessed donde dio vida al detective Kim Joon-hyung, un nuevo recluta de la estación de policía de Sangdong y compañero del detective Choi Nam-hyun (Park Jin-woo).
En agosto del mismo año se unió al elenco recurrente de la serie Graceful Family donde interpretó a Kwon Joon-hyeok, el guardaespaldas en jefe del equipo "TOP" y un exmiembro de las fuerzas especiales de la armada.
El 4 de septiembre del 2020 se unió al elenco principal de la serie Lies of Lies (거짓말의 거짓말) donde dio vida a Kim Woong, hasta el final de la serie en octubre del mismo año.

## Filmografía

### Series de televisión
| Año             | Título                                                           | Personaje             | Notas                         |
| --------------- | ---------------------------------------------------------------- | --------------------- | ----------------------------- |
| 2021 - presente | Chimera                                                          | Det. Lee Geon-yeong   |                               |
| 2021            | Youth of May                                                     | In-jae                | ep. #1 - (aparición especial) |
| 2020            | Lies of Lies                                                     | Kim Woong             |                               |
| 2019            | Drama Special: Scouting Report (드라마 스페셜 - 스카우팅 리포트) | -                     | 1 episodio                    |
| 2019            | Graceful Family                                                  | Kwon Joon-hyeok       |                               |
| 2019            | Hotel Del Luna                                                   | Novio                 | ep. #5                        |
| 2019            | Possessed                                                        | Det. Kim Joon-hyung   |                               |
| 2018            | Voice 2                                                          | Jeon Yong-shik        |                               |
| 2018            | Queen of Mystery 2                                               | Oficial de la Policía | 2 episodios                   |

### Películas
| Año  | Título                             | Personaje      | Notas   |
| ---- | ---------------------------------- | -------------- | ------- |
| 2017 | Color of You and Me (너와 나의 色) | 재인           | (corto) |
| 2017 | If I Was A Pet (내가 유기견이라면) | 주인           | (corto) |
| 2016 | Fools (얼간이들)                   | 승준           | (corto) |
| 2016 | Noise (소음)                       | 형사, 이웃남자 | (corto) |
| 2016 | Bye, My Ghost (안녕, 나의 귀신)    | 재준           | (corto) |
| 2016 | Sayang Bridge (사양대교)           | 민호           | (corto) |
| 2016 | 애오라기                           | 민호           |         |
| 2016 | 느티나무와 남자                    | 진수           |         |
| -    | The Man Who Loved a Woman          | -              | (corto) |

### Programas de televisión
| Año  | Título                 | Notas |
| ---- | ---------------------- | ----- |
| 2019 | Celeb CEO (문제적보스) |       |
| 2018 | Mimi Shop (미미샵)     |       |

### Anuncios
| Año  | Título                                           | Notas |
| ---- | ------------------------------------------------ | ----- |
| 2019 | 폭스바겐 아테온                                  |       |
| 2019 | 엔씨소프트 리니지리마스터 메인모델               |       |
| 2018 | 동화약품 가스활명수 메인모델                     |       |
| 2018 | Lotte - "Cantata" (롯데음료 칸타타 서브모델)     |       |
| 2018 | 하이트진로 포엑스골드 맥주 메인모델              |       |
| 2018 | LG전자 로봇청소기 서브모델                       |       |
| 2015 | CGV Overseas Promotion Image Image Smile Station |       |